# Estádio Municipal Mozart Velloso do Carmo
Estádio Municipal Mozart Velloso do Carmo – stadion piłkarski, w Rio Verde, Goiás, Brazylia, na którym swoje mecze rozgrywa klub Associação Atlética Rioverdense.